# NGC 2788
NGC 2788 ist eine Spiralgalaxie vom Hubble-Typ Sab im Sternbild Kiel des Schiffs. Sie ist schätzungsweise 64 Millionen Lichtjahre von der Milchstraße entfernt.
Das Objekt wurde am 29. Januar 1835 von dem britischen Astronomen John Herschel entdeckt.